# Сельское хозяйство Вьетнама

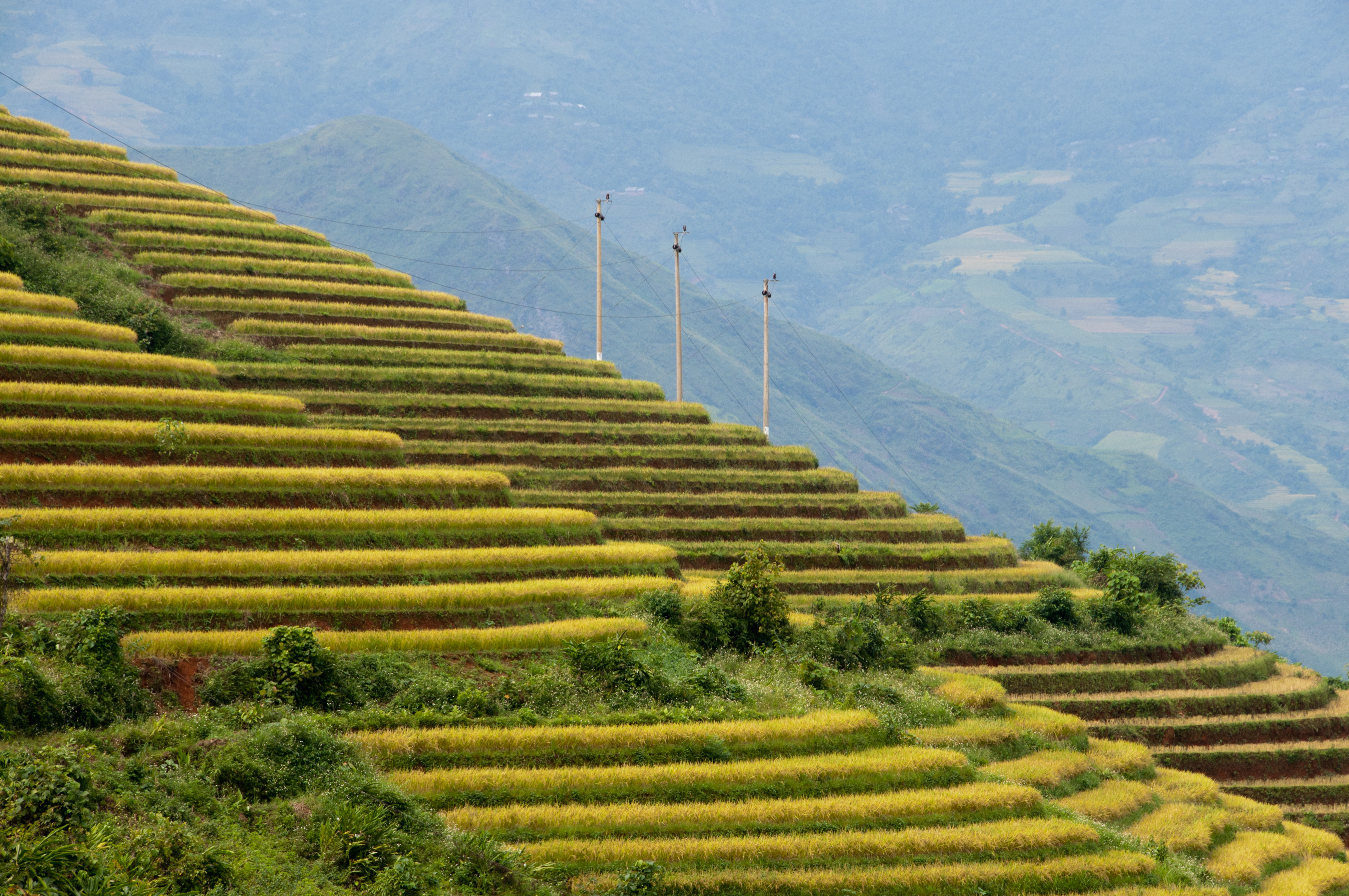
Террасное земледелие в провинции Лаокай

Сельское хозяйство Вьетнама — доминирующая отрасль экономики страны. Несмотря на активное развитие промышленности в последние десятилетия, в аграрной сфере Вьетнама по-прежнему заняты более 50 % населения страны. Доля сельского хозяйства в ВВП − 21 %.
Продукция сельского хозяйства занимает видное место во вьетнамском экспорте и доходах национального бюджета — за рубеж продаётся около 70 % урожая. Наличие в стране больших площадей необрабатываемых целинных земель, и с другой стороны — нетрудоустроенных жителей в перенаселённых деревнях оставляет сельскому хозяйству большой простор для развития.

## Земледелие

### Основные культуры
- Зерновые: рис — более 1 500 сортов, кукуруза.
- Орехи кешью — первое место в мировом экспорте.
- Пряности, в том числе 50 % мирового рынка чёрного перца[1].
- Тропические ягоды и фрукты: бананы, кокосы, ананасы, манго, цитрусовые, бахчевые.
- Морепродукты.
- Кофе — 18 % мирового производства, второе место по экспорту после Бразилии, а в 2012 г. — первое место[2] Экспорт кофе ежегодно приносит прибыль Вьетнаму более 1 миллиарда долларов. Производят два сорта кофе — арабика и робуста.
- Чай — общая площадь чаеводства около 131 тыс. га; доход отрасли составляет около 150 млн долларов в год, из них 70 % — доля экспорта[3]
- Каучук, хлопчатник[4].

### «Движение за новую деревню»
В 2008 году была принята резолюция ЦК Коммунистической партии Вьетнама № 26 — «О строительстве сельского хозяйства, крестьянства и деревни во Вьетнаме», в которой были поставлены задачи модернизации деревень и сельского хозяйства, в том числе:
- Электрификация.
- Механизация земледелия.
- Строительство асфальтовых и бетонных дорог.
- Профессиональное обучение крестьян.
- Сохранение окружающей среды.

Было запланировано, что к 2020 году признакам «новой деревни» будет соответствовать 50 % сельских общин.
Сегодня[когда?] почти 40 % общин живут без электричества, треть дорог остаются грунтовыми, а многие крестьянские семьи практикуют традиционное пахотное земледелие с использованием тягловой силы домашних животных (в основном буйволов).
Традиционные способы земледелия особенно живучи в горных районах, населённых представителями национальных меньшинств.

### «Планировка больших полей»
До 90 % хозяйств в деревне являются частными (семейными), и имеют размеры от одного до нескольких гектаров (в рисоводстве). Работает также небольшое число крупных госхозов.
Одновременно с Движением за новую деревню правительство и Компартия начали курс на создание крупных сельхозкооперативов нового типа, или «производственных групп», получивший название планировки больших полей.
«Большие поля», обрабатываемые по современной технологии, позволяют не только снизить расходы крестьян и поднять урожайность риса, но и его качество и конкурентоспособность на мировом рынке. Поэтому семьи, объединившие свои участки в «большие поля», получают от государства и предприятий-экспортёров риса поддержку в виде предоставления по ценам ниже рыночных семян сортового риса, удобрений, пестицидов, сельхозтехники, услуг агрономов и других специалистов.

## Животноводство
Животноводство во Вьетнаме развито слабее, чем растениеводство. Разводят свиней (29 миллионов голов), коров (6 млн), буйволов (3 млн), овец и коз. Развиваются птицеводство (хотя страдает от эпидемий «птичьего гриппа»), пчеловодство, производство молока и разведение коров молочных пород — новая для Вьетнама отрасль.

## Производство морепродуктов
На специальных аквафермах разводятся креветки и лобстеры. Фермы сконцентрированы в основном в южной части стран, к 2016 году на дельту реки Меконг приходился 81 % произведённых креветок.

## Проблемы сельского хозяйства
Сельское хозяйство является одним из основных факторов влияющих на ухудшение экологической ситуации на территории Вьетнама в последние годы. Основными сопутствующими проблемами являются деградация земель, деградация лесов, потеря биоразнообразия, загрязнение воды, загрязнение воздуха.
Исследование показало, что общее количество корневых удобрений (N P K) у некооперативных и кооперативных фермеров при выращивании манго примерно на 1400 кг/га/год выше, чем у фермеров выращивающих манго в других странах.
Как и в других государствах процесс роста ВВП на душу населения привел Вьетнам в состояние экологического кризиса. По данным на 2019 год более половины земель Вьетнама (порядка 16 млн га) загрязнены.